# 奧格馬鎮區 (明尼蘇達州派恩縣)
奧格馬鎮區（英語：Ogema Township）是位於美國明尼蘇達州派恩縣的一個行政鎮區。

## 地方資料
奧格馬鎮區的面積為124.44平方千米，當中陸地面積為121.11平方千米，而水域面積為3.32平方千米。根據2020年美國人口普查的數據，當地共有人口351人，而人口密度為每平方千米2.82人。